# Zameen
Pour plus de détails, voir Fiche technique et Distribution.
Zameen est un film indien réalisé par  Rohit Shetty mettant en scène Ajay Devgan et Abhishek Bachchan sorti en 2003.

## Fiche technique
- Titre : Zameen
- Réalisation : Rohit Shetty
- Scénario : Javed Siddiqi, Suparn Verma
- Dialogues : Javed Siddiqui
- Producteur : Rohit Shetty
- Musique : Himesh Reshammiya, paroles : Sameer
- Chorégraphie : Baba Yadav, Ganesh Acharya
- Langue : hindi

## Distribution
- Ajay Devgan : Colonel Ranvir Singh Ranawat
- Abhishek Bachchan : ACP Jai
- Bipasha Basu : Nandini
- Mukesh Tiwari : Baba Zaheer
- Mohan Joshi
- Pankaj Dheer : Capitaine Bashir Ali
- Amrita Arora (apparition spéciale)
- Rajendra Sethi
- Kamal Chopra
- Eijaz Khan
- Sanjay Mishra